# Friedrich Wilhelm Walther von Walderstötten
Johann Friedrich Wilhelm Ritter Walther von Walderstötten (* 4. März 1805 in Rothenburg ob der Tauber; † 19. September 1889 in München) war ein bayerischer General der Infanterie, Kartograf und Mitglied der Akademie der Wissenschaften sowie Ehrenbürger von Nürnberg.

## Leben

### Familie
Friedrich Wilhelm entstammte einer alten Patrizierfamilie aus Rothenburg ob der Tauber. Die Familie stellte über mehrere Generationen hinweg Bürgermeister und Ratsmitglieder in ihrer Heimatstadt. Johann Florian Adam Walther (1686–1730) erhielt als Leutnant in einem Kürassierregiment 1702 den Reichsadelsstand mit dem Prädikat „von Walderstötten“.
Johann Georg Walther (1731–1804), der Großvater von Friedrich Wilhelm, war Konsulent, sein Vater Georg Christoph Walther (1773–1836) starb als bayerischer Major. Seine Mutter Marie Euphrosine Franziska (1777–1844) war auch eine geborene Walther.

### Militärkarriere
Walther trat 1815 als Zögling in das Kadettenkorps in München ein und wurde am 9. Oktober 1824 zum Junker im 7. Linien-Infanterie-Regiment der Bayerischen Armee ernannt. Am 9. Oktober 1825 erfolgte seine Beförderung zum Unterleutnant beim 16. Linien-Infanterie-Regiment. Ab 1833 war Walther als Professor beim Kadettenkorps angestellt, wo er zunächst Geographie und später auch Naturgeschichte und Geschichte lehrte. Er arbeitete an einem großen Werk über die Topographie des Königreichs Bayern, dessen erster 1844 erschienener Teil dem Kronprinzen Maximilian gewidmet war. Als Autor dieses Werkes wurde er 1846 zum außerordentlichen Mitglied der Bayerischen Akademie der Wissenschaften gewählt. 1848 erschien noch ein von ihm geschriebener Grundriß einer Militärgeographie und Kriegsgeschichte von Bayern.
Am 20. Januar 1844 wurde Walther zum Oberleutnant im 1. Infanterie-Regiment König befördert, am 7. April 1847 zum Hauptmann 2. Klasse im 2. Infanterie-Regiment Kronprinz, am 21. August 1848 zum Hauptmann 1. Klasse, am 25. Juni 1854 zum Major im 11. Infanterie-Regiment „Ysenburg“, am 31. März 1855 zum Oberstleutnant im 1. Infanterie-Regiment „König“ und mit Armeebefehl vom 9. Mai 1859 zum Oberst.
Walther, der am 2. Januar 1865 zum Generalmajor und Kommandeur der 6. Infanterie-Brigade ernannt wurde, erhielt bei Ausbruch des Feldzuges gegen Preußen am 26. Mai 1866 das Kommando der mobilen 6. Infanterie-Brigade, konnte aber an dem Feldzug nicht teilnehmen, da er sich infolge eines Sturzes vom Pferd den linken Arm gebrochen und luxiert hatte. Nach Beendigung des Krieges wurde er in gleicher Stellung zur 2. Infanterie-Brigade versetzt und am 16. Januar 1867 zum Kommandanten der Haupt- und Residenzstadt München ernannt. Für seine Verdienste erhielt er am 9. Januar 1868 das Ritterkreuz des Verdienstordens der Bayerischen Krone. Am 8. Januar 1869 erfolgte seine Beförderung zum Generalleutnant und seine Ernennung zum Kommandeur der 3. Armee-Division in Nürnberg.
Mit diesem Großverband kämpfte Walther im Krieg gegen Frankreich 1870/71, dem II. Armee-Korps unter General Jakob von Hartmann angehörend, in den Schlachten bei Weißenburg (4. August 1870), Wörth (6. August 1870), Sedan (1. September 1870) und der Belagerung von Paris. Für seine hervorragenden Leistungen in der Schlacht bei Sedan erhielt Walther mit Armeebefehl vom 11. Oktober 1870 das Großkomturkreuz des Militärverdienstordens sowie das Eiserne Kreuz II. Klasse.
Nach Beendigung des Kriegs wurde er auch mit dem Eisernen Kreuz I. Klasse ausgezeichnet und die Stadt Nürnberg verlieh ihm nach der Heimkehr das Ehrenbürgerrecht. Ein zu Chatanay vor Paris am 12. Januar 1871 unter Vorsitz von General Jakob von Hartmann abgehaltenes Ordenskapitel des Militär-Max-Joseph-Ordens hatte sich einstimmig für seine Aufnahme in den Orden ausgesprochen. Mit Allerhöchstem Signat vom 26. Januar 1871 wurde Walther wegen seiner tapferen und erfolgreichen Kommandoführung in der Schlacht bei Sedan am 1. September 1870 zum Ritter des Militär-Max-Joseph-Ordens ernannt.
Am 24. September 1872 erhielt er noch für 50 ehrenvolle Dienstjahre das Ehrenkreuz des Ludwigsorden. Am 22. März 1873 wurde ihm die erbetene Dienstentlassung mit Pension bewilligt und gleichzeitig mit dem Großkreuz des Militärverdienstordens ausgezeichnet. Zehn Jahre später erhielt er den Charakter als General der Infanterie. Nach seinem Ausscheiden aus der Armee ließ er sich in München nieder, wo er am 19. September 1889, im Alter von 84 Jahren, verstarb.

### Ehe und Nachkommen
Friedrich Wilhelm Walther von Walderstötten wurde am 8. August 1868 in den persönlichen Adelsstand und am 4. Dezember 1871 zu Hohenschwangau in den erblichen Adelsstand im Königreich Bayern mit dem Prädikat von Walderstötten erhoben. Am 8. Januar 1872 wurde er in die Adelsmatrikel im Königreich Bayern eingetragen. Seit 1846 war er außerordentliches Mitglied, zeitweise auch korrespondierendes Mitglied und ab 1873 ständiges Ordentliches Mitglied der Bayerischen Akademie der Wissenschaften.
Er heiratete 1842 in Ulm Wilhelmine Ludovike Dorothea Geiger (1825–1897). Das Paar hatte zwei Söhne und drei Töchter. Otto Heinrich (* 1848), der älteste Sohn, diente als bayerischer Generalmajor. Sein jüngerer Bruder Wilhelm Karl Georg (1858–1942) wurde General der Kavallerie und Vortragender Generaladjutant von König Ludwig III. von Bayern. Von den Töchtern heiratete 1873 Klementine Johanna Julie (* 1851) den bayerischen Hauptmann Gottlieb Freiherr Stromer von Reichenbach.

## Schriften
- Bayerns Land und Natur für die Zöglinge des k. Kadeten-Korps entworfen. Giesser, München 1833.
- Umrisse zur Landes-, Volks- und Staats-Kunde von Bayern – Zum Gebrauche der Zöglinge des K. Cadetten-Corps entworfen. Giesser, München 1833.
- Topische Geographie von Bayern. Verl. der Literarisch-Artistischen Anst. München 1844.
- Grundriß einer Militärgeographie und Kriegsgeschichte von Bayern. 1848.